# Oxazepam
L'oxazepam è uno psicofarmaco appartenente alla classe delle benzodiazepine, più precisamente una 1,4-benzodiazepina, caratterizzato da una durata d'azione medio-breve. Il composto è un derivato dalla 3-idrossi-benzodiazepina e metabolita di diazepam, prazepam e temazepam. 
L'oxazepam viene utilizzato dal 1960 nel trattamento del disturbo d'ansia, dell'insonnia e della sintomatologia della crisi d'astinenza da alcol. Oltre a quello ansiolitico, ha effetti, moderati rispetto alle altre benzodiazepine, come anticonvulsivante, ipnotico, sedativo, miorilassante  e amnesico.

## Caratteristiche strutturali e fisiche
Oxazepam si presenta come una polvere di colore bianco-crema o giallo chiaro, praticamente inodore. Il composto risulta quasi insolubile in acqua e poco solubile in alcool e nel cloroformio. Il peso molecolare è 286,7 e il punto di fusione è compreso tra 205-206 °C.

## Farmacodinamica
Il composto è in grado di legarsi a livello del sistema nervoso centrale (SNC), specificamente al sito recettoriale GABAA, proprio delle benzodiazepine. Il legame potenzia l'attività dell'acido γ-amminobutirrico (GABA), un neurotrasmettitore con azione di tipo inibitorio, causando così una riduzione dell'eccitazione neuronale. Il farmaco sembra poter sopprimere i livelli di cortisolo circolante.

## Farmacocinetica
L'oxazepam dopo somministrazione per via orale viene quasi completamente assorbito dal tratto gastrointestinale; l'assorbimento tuttavia è lento rispetto, ad esempio, al suo analogo metilato, il Temazepam, che è rapidamente e completamente assorbito . La concentrazione plasmatica di picco (Cmax) viene raggiunta circa 2-3 ore dopo l'assunzione. In letteratura medica è stato segnalato che oxazepam, tra le diverse benzodiazepine di uso comune, è fra quelle che vengono assorbite più lentamente e mostra una lenta insorgenza d'azione.
L'emivita di eliminazione del composto risulta variabile tra le 5 e le 15 ore. 
Il legame di oxazepam con le proteine plasmatiche è pari a circa il 95-98%. Nell'organismo la benzodiazepina viene biotrasforamta in posizione 3-idrossi dando luogo al glucuronide inattivo ad opera della ghiandola epatica.
La molecola viene eliminata dall'organismo prevalentemente attraverso l'emuntorio renale: entro 48 ore dalla somministrazione orale più del 70% della dose è presente nell'urina sotto forma di glucuronide.
Nei pazienti anziani l'emivita di eliminazione dell'oxazepam appare statisticamente aumentata rispetto a quella misurabile in pazienti più giovani.
Nei soggetti affetti da malattia epatica scompensata e insufficienza epatica grave la capacità di glucuronizzazione ed eliminazione dell'oxazepam è decisamente ridotta.
La benzodiazepina viene escreta nel latte materno.

## Tossicologia
In studi eseguiti sugli animali (topo e ratto) il farmaco ha mostrato una tossicità acuta estremamente bassa, con una DL50, a seguito di somministrazione per os, pari a 4500 mg/kg (nel topo) e 6500 mg/kg peso corporeo nel ratto.
Sperimentazioni condotte su diverse specie animali hanno permesso di escludere effetti teratogenetici del composto. Gli studio di carcinogenesi hanno mostrato come l'assunzione di oxazepam con la dieta in ratti possa determinare un incrementi di tumori benigni (adenomi prostatici, adenomi delle cellule interstiziali testicolari e tumori benigni delle cellule follicolari tiroidee). Secondo altri studi l'oxazepam potrebbe determinare un incremento di adenomi o carcinomi epatici in topi trattati per 2 anni con dosaggi estremamente elevati (circa 135 volte la massima dose umana giornaliera). A oggi non ci sono evidenze certe che l'uso clinico della benzodiazepina sia associato con l'insorgenza di tumori.

## Usi clinici
Il farmaco viene utilizzato nel trattamento degli stati ansiosi associati a tensione emotiva, irritabilità, agitazione e ogni altra manifestazione somatica o psichiatrica correlata alla sindrome ansiosa.
Si tratta di una benzodiazepina caratterizzata da una durata d'azione intermedia e da una lenta insorgenza d'azione. 
Per queste sue caratteristiche viene anche normalmente prescritta a soggetti che hanno difficoltà a mantenere il sonno, piuttosto che ad addormentarsi.
Viene inoltre utilizzata per trattare i disturbi astinenziali degli etilisti e per l'ansia associata a depressione. I medici talvolta la utilizzano al di fuori delle indicazioni approvate dalle agenzie del farmaco nazionali per trattare la fobia sociale, il disturbo post-traumatico da stress, l'insonnia, la sindrome premestruale ed altre condizioni.

## Effetti collaterali e indesiderati
Gli effetti avversi di oxazepam sono simili a quelli delle altre benzodiazepine e possono includere cefalea, vertigini, sonnolenza, tremore, disturbi della memoria, disartria con difficoltà nell'articolazione del linguaggio, ottundimento delle emozioni e amnesia anterograda.

## Controindicazioni
Il farmaco è controindicato nei soggetti con ipersensibilità nota al principio attivo, ad altre benzodiazepine oppure ad uno qualsiasi degli eccipienti contenuti nelle formulazione farmaceutica.
Il farmaco è inoltre controindicato in coloro che sono affetti da miastenia gravis, grave insufficienza respiratoria o epatica e da sindrome da apnea notturna.

## Dosi terapeutiche
- Trattamento dell'ansia e controllo dei sintomi da astinenza alcolica: la dose usuale è pari a 15–30 mg, da ripetersi per 3-4 volte al giorno. Nei pazienti anziani la dose iniziale può essere prudenzialmente ridotta a 10 mg per 3 volte al giorno e, in caso di insoddisfacente risposta clinica, può essere incrementata fino a 10–20 mg, da ripetersi 3-4 volte al giorno.
- Trattamento dell'insonnia associata a stato ansioso: il dosaggio raccomandato è di 15–25 mg, da assumersi un'ora prima di coricarsi. In caso di insoddisfacente controllo del disturbo del sonno la dose può essere aumentata occasionalmente fino a 50 mg.

## Sovradosaggio
In caso di overdose, come per altre molecole della classe delle benzodiazepine, l'assunzione di una dose eccessiva raramente comporta un rischio per la vita, tranne che non vi sia l'assunzione concomitante di altre sostanze (incluso l'alcool) ad azione deprimente sul sistema nervoso centrale (SNC). Inoltre secondo alcuni studi l'oxazepam in overdose sarebbe lievemente meno tossico rispetto ad altre benzodiazepine. La tipica sintomatologia da overdose comprende la depressione respiratoria, sonnolenza eccessiva, alterato stato di coscienza, depressione del sistema nervoso centrale (SNC), talvolta tossicità polmonare o cardiovascolare e, raramente, coma profondo.
Se il paziente è cosciente, l'assunzione è avvenuta da meno di un'ora e non sussiste il rischio di aspirazione deve essere indotto il vomito. In alternativa, e comunque sempre nel caso il paziente sia privo di conoscenza, può essere intrapreso il lavaggio gastrico, preceduto da una adeguata protezione delle vie respiratorie. In assenza di miglioramento dopo lo svuotamento dello stomaco, è opportuno somministrare carbone attivo al fine di ridurre l'assorbimento della benzodiazepina. Il paziente deve essere mantenuto sotto stretta osservazione e i parametri vitali debbono essere attentamente monitorati, se necessario in una terapia intensiva.